# Follansbee
Follansbee es una ciudad ubicada en el condado de Brooke en el estado estadounidense de Virginia Occidental. En el Censo de 2010 tenía una población de 2986 habitantes y una densidad poblacional de 551,63 personas por km².

## Geografía
Follansbee se encuentra ubicada en las coordenadas 40°20′20″N 80°35′59″O / 40.33889, -80.59972. Según la Oficina del Censo de los Estados Unidos, Follansbee tiene una superficie total de 5.41 km², de la cual 4.77 km² corresponden a tierra firme y (11.82%) 0.64 km² es agua.

## Demografía
Según el censo de 2010, había 2986 personas residiendo en Follansbee. La densidad de población era de 551,63 hab./km². De los 2986 habitantes, Follansbee estaba compuesto por el 97.56% blancos, el 0.33% eran afroamericanos, el 0.13% eran amerindios, el 0.23% eran asiáticos, el 0.03% eran isleños del Pacífico, el 0.17% eran de otras razas y el 1.54% pertenecían a dos o más razas. Del total de la población el 0.7% eran hispanos o latinos de cualquier raza.

## Super 8
J.J. Abrams dirigió la película Super 8 en 2011. Esta película está ambientada en Lillian, un pequeño pueblo de Ohio con poco más de 12000 habitantes. Sin embargo, esta población es completamente ficticia y, por lo tanto, no existe. Esta obra cinematográfica se rodó en ciudades como Weirton, Wheeling o incluso Follansbee. 
La parte de la película en la que sale algo de esta ciudad, es el restaurante DeStefano's.